# Palác Železný člověk
Palác Železný člověk (srbsky Палата Гвоздени човек/Palata Gvozdeni čovek, maďarsky Vasember ház) se nachází na Náměstí svobody v Novém Sadu v Srbsku, vedle Kostela Jména Panny Marie.
Palác byl navržen v roce 1908 a zbudován v roce 1909. Svůj název získal podle sochy rytíře v jeho průčelí (doslova železného člověka, odkud pochází doslovný srbský název gvozdeni čovek. Architekty této stavby byli Béla Pekló a Károly Kovács. Budova měla smíšené využití; její přízemí sloužilo pro obchodní účely a ve vyšších dvou patrech byly byty. Místní obyvatelé ji především znali díky rohové cukrárně. Jejím vlastníkem a provozovatelem byla zpočátku Římskokatolická církev.
Vznikl ve stylu secese typické pro dynamický rozvoj města na počátku 20. století. Zdali budovu navrhl Kovács, nebo Pekló, nebylo známo. Existovalo pouze svědectví rodiny jednoho z architektů, neboť se v průběhu desetiletí původní dokumenty o vzniku budovy ztratily. Později byl nalezen návrh stavby podepsaný architektem Kovácsem, který navrhl další novosadský palác z počátku 20. století, a to Winklův.
V roce 2008 byla fasáda paláce rekonstruována.